# 昭和の記憶が蘇る! ど忘れ解消クイズ それ、なんだっけ?
『昭和の記憶が蘇る! ど忘れ解消クイズ それ、なんだっけ?』（しょうわのきおくがよみがえる どわすれかいしょうクイズ それなんだっけ）は、2016年にBSジャパンで放送されたクイズ番組である。

## 概要
昭和の名作CMに出演する美女の名前は？ 東京五輪・東洋の魔女の秘策は？ 大阪万博の「太陽の塔」を描いてみよう…など、懐かしい昭和の名場面からクイズを出題する。シニアたちの「思い出せそうで思い出せない」という”ど忘れ”をテーマに、出演者たちの雑談＆思い出トークを織り交ぜながら展開された。正解を競うより「思い出そうとすることで脳を活性化させよう」といったコンセプトも持ち合わせていた。

## 放送時間
- 第1回
  - 2016年（平成28年）3月6日
  - 19:00 - 21:00
- 第2回
  - 2016年（平成28年）6月11日
  - 21:00 - 22:00

## 出演者

### 司会
- 天野ひろゆき、相内優香（テレビ東京アナウンサー）

### パネラー
- 第1回：北村総一朗、五月みどり、石田純一、高橋ひとみ
- 第2回：北村総一朗、沢田亜矢子、笑福亭笑瓶

## スタッフ
- ナレーター：飯尾和樹（ずん）
- 構成：兼上頼正、三芳和幸、矢野了平
- TD：穂之上秀男
- カメラ：滝瀬勝彦
- VE：宮前早智
- 編成：森田昇（BSジャパン）
- 番宣：清水睦美（テレビ東京）
- 企画協力：朝倉燎子
- リサーチ：安井香織
- AP：阿部登紀雄、長谷山純子
- ディレクター：関口公平、片岡智里
- 演出：福島竜也
- プロデューサー：渡辺大樹（テレビ東京）、細川邦夫、橋本美穂
- 制作協力：ライド、オールアウト